# شننگجیا

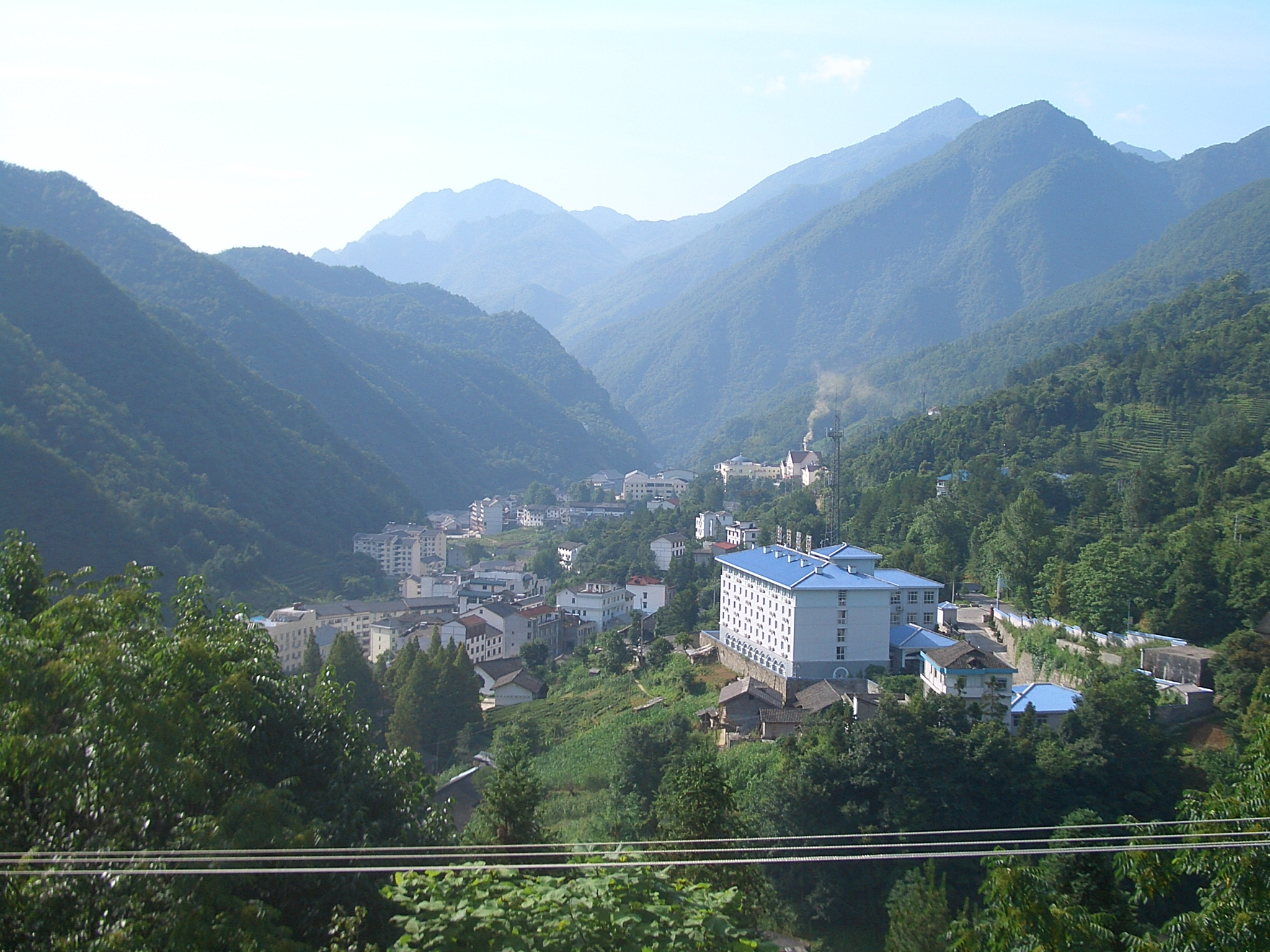
نمایی از جنگل و منطقهٔ مسکونی شننگجیا در هوبئی، چین - ۲۰۰۹

شننگجیا (به لاتین: Shennongjia) یک منطقهٔ مسکونی و جنگل در چین است که در هوبئی واقع شده‌است. شننگجیا ۳٬۲۵۳ کیلومتر مربع مساحت و ۷۶٬۱۴۰ نفر جمعیت دارد.